# Hoploclonia cuspidata
Hoploclonia cuspidata är en insektsart som beskrevs av Ludwig Redtenbacher 1906. Hoploclonia cuspidata ingår i släktet Hoploclonia och familjen Heteropterygidae. Inga underarter finns listade i Catalogue of Life.